# Gaddo Gaddi
Gaddo Gaddi (1239 - 1312) va ser un pintor i artista italià del segle xiii. Pare de Taddeo Gaddi, va estar actiu com a artista durant la segona meitat del segle xiii. Se li han atribuït diverses obres, algunes d'elles d'elevada qualitat. Entre les seves obres més destacades cal esmentar part del mosaic de la volta del Baptisteri de Sant Joan a Florència i la pintura de la lluneta de la contrafaçana de Santa Maria del Fiore (en particular La coronació de la Mare de Déu), ambdues atribuïdes a ell per Vasari a la seva obra Le Vite.